# David George Kendall
David George Kendall   (Ripon, 15 de gener de 1918 - Cambridge, 23 d'octubre de 2007) va ser un estadístic i matemàtic anglès, conegut pel seu treball en teoria de probabilitats, anàlisi de perfils estadístics i teoria de cues. Va passar la major part de la seva vida acadèmica a la Universitat d'Oxford (1946-1962) i a la Universitat de Cambridge (1962-1985). Va treballar amb Maurice Bartlett durant la Segona Guerra Mundial i va visitar la Universitat de Princeton després de la guerra.

## Biografia
David George Kendall va néixer el 15 de gener de 1918 a Ripon, West Riding a Yorkshire, i va assistir a Ripon Grammar School abans d'anar a Queen's College d'Oxford, on es va graduar el 1939. Va treballar en recerca militar sobre coets durant la Segona Guerra Mundial abans de traslladar-se, el 1946, al Magdalen College, Oxford.
El 1962 va ser el primer professor d'Estadística Matemàtica al Laboratori d'Estadística de la Universitat de Cambridge, càrrec que va mantenir fins a la seva jubilació el 1985. Va ser elegit per una beca de professor en el Churchill College, i va ser membre del patronat de la Fundació Rollo Davidson lligada a Churchill College. El 1986, va ser guardonat amb un doctorat honoris causa (Doctor en Ciències) per la Universitat de Bath.
Kendall era un expert en teoria de probabilitat i l'anàlisi de dades, i va ser pioner en l'anàlisi de perfils estadístics. Va definir la notació de Kendall per a la teoria de cues.
El Royal Statistical Society li va atorgar la Medalla Guy en Plata el 1955, seguida per la Medalla d'Or el 1981. El 1980, la London Mathematical Society li va concedir el Senior Whitehead Prize i el 1989 la Medalla De Morgan. Va ser escollit membre de la Royal Society el 1964.
Es va casar amb Diana Fletcher, matrimoni que va durar des de 1952 fins a la seva mort l'any 2007. Van tenir dos fills i quatre filles, incloent-hi Wilfrid Kendall, professor al Departament d'Estadística de la Universitat de Warwick.

## Publicacions seleccionades
- Kendall, David G. (1960), "Geometric ergodicity and the theory of queues", a Arrow, Kenneth J.; Karlin, Samuel; Suppes, Patrick, Mathematical models in the social sciences, (1959): Proceedings of the first Stanford symposium, Stanford mathematical studies in the social sciences, IV, Stanford, (CA): Stanford University Press, ISBN 9780804700214
- The Papers of Professor David Kendall a Janus Arxivat 2014-04-28 a Wayback Machine.